# جبل بتوراسر
بتورا سر ويشار إليه أيضًا باسم بوترا أي، يحتل الترتيب رقم  25 بين الجبال الاعلى رتفاع على وجه الأرض والعاشر ارتفاعا بين جبال باكستان. وهي أعلى قمة في بتورا موزتاق، وهي المنطقة الواقعة في أقصى الغرب من سلسلة جبال كاراكورم. وهو يشكل قمة جدار باتورا، وهو جزء مرتفع باستمرار من الجزء الرئيسي من لباتورا موزتاق. لأشكال البديلة لاسم هذه القمه هي بتورا وبتورا أي وبتورا أي الشرقية.
يُعرف أيضًا بجبل بوترا أي، ويحتل المرتبة الخامسة والعشرين بين أعلى الجبال ارتفاعًا في العالم والعاشر بين جبال باكستان. إنه القمة الأعلى في بتورا موزتاق، والتي تقع في أقصى غرب سلسلة جبال كاراكورم. يُشكل الجبل قمة جدار باتورا، وهو جزء مرتفع من الجزء الرئيسي لبتورا موزتاق. الأسماء البديلة لهذه القمة تشمل بتورا، وبتورا أي، وبتورا أي الشرقية.

## الموقع
يقع بتورا سر وجدار بتورا بالقرب من منتصف بتورا موزتاق، وهو الجزء الوحيد من كاراكورم  الذي يقع غرب نهر هوانزا. ينحرف النهر حول الجوانب الجنوبية الغربية والغربية والشمالية الغربية من بتورا موزتاق. في المقابل، يقع وادي قوجل في منطقة هوانزا في منطقة جيلجيت بالتستان باكستان.

## ميزات ملحوظة
بالإضافة إلى كونها واحدة من أعلى الجبال في العالم، فإن بتورا سر هي أيضًا ثاني أبرز قمة في سلسلة كاراكورام. نظرًا لأنها تمتد في الطرف الشمالي الغربي من كاراكورام، فلا توجد قمة أعلى شمالًاأوغربًا في العالم.
يتميز جدار باتورا بكونه يصل طولا (حوالي 10كم) وفرض التلال على ارتفاع 7000 متر. بتورا هي قمة تشبه التلال إلى حد كبير، ليست مستدقة مدببة.
على الرغم من أنها أعلى قليلاً (وفقًا للأرقام المعتادة) من مكان قريب من راكابوشي، إلا أنها ليست مشهورة تقريبًا، نظرًا لأنها تراجعت كثيرًا عن وادي هوانزا.

## التاريخ
بدأ التسلق في بتورا موزتاق بعد ذلك في أجزاء أخرى من كاراكورام ، وعلى الرغم من ارتفاع بتورا سر، فقد شهد نشاطًا صغيرًا في التسلق.
تم تسجيل متسلق يدعى ماتياس ريبيتش (Matthias Rebitsch) بواسطة نيتي (Neate) على أنه كان في منطقة الجليد (من المفترض أن يكون هذا هو التدفق الجليدي الأول على الجانب الشمالي من القمة) في عام 1954. وقد حاول بلوغ القمة في عام 1959 من قبل ثلاثة بريطانيين واثنين من ألمانيا المتسلقين، لكنهم ماتوا، ربما في انهيار جليدي. ربما يكون بعض المتسلقين قد اقتربوا من القمة. 
كان أول صعود للقمة في عام 1976 من قبل بعثة غوبنغن كاراكورام الهيمالايا بقيادة
الدكتور ألكسندر شلي. وضعوا معسكرهم الأساسي على نهر بالتار الجليدي، أسفل الوجه الجنوبي للقمة، في 21 مايو. وصل هوبرت بليشر وهربرت أوبرهوفر إلى القمة في 30يونيو
صعد أول طريق صعود أولاً من نهر بالتار الجليدي الشرقي وأعلى قمة باتوكشي (المسماة «قمة السرج» من قبل البعثة الأولى) إلى باتوكشي باس (تسمى «باتورا سادل»). ثم صعدت قطريا للاعلى والشمال الشرقي إلى إيست ريدج، ومن ثم إلى القمة. استخدم المسار خمسة معسكرات فوق المعسكر الأساسي.
كان الصعود الثاني للقمة في عام 1983 من قبل مجموعة نمساوية، صعدت مسارًا جديدًا على يسار أول طريق صعود.
يسرد مؤشر الهيمالايا الصعود في عام 1984، لكن هذا يتناقض مع كتاب نيتي، لذا فإن وضع هذا غير واضح.
شهد عام 1988 الصعود الثالث أو الرابع لباتورا سار، بواسطة بعثة بولندية ألمانية أخرى، بقيادة بيوتر مووتكي. استخدموا طريق الصعود الأول. ومع ذلك، فشلوا في هدف إضافي للوصول إلى بوترا أي الغربية (Batura I West).
يسرد مؤشر الهيمالايا  خمس محاولات فاشلة أخرى في القمة. وتشمل هذه محاولة الشتاء من قبل مجموعة نمساوية في عام 1981. ومع ذلك، يبدو أنه كان هناك نشاط قليل أو معدوم على الجانب الشمالي منذو الخمسينات.

## التسلق
تم تحديد مسار الصعود الأول أعلاه. أبلغت جهة الصعود الأولى عن الجليد حتى 50 درجة، لكنها لم تسجل استخدام أي حبال ثابتة واسعة النطاق. وأشاروا إلى الطقس والعواصف المتكررة باعتبارها الصعوبة الأساسية.

## انظرأيضا
- جبال الاطلس
- جبال روكي

## كتب / كتيبات / خرائط عنبتورا سر
- هاي آسيا: تاريخ مصور لقمم 7000 متر بواسطة جيل نيت، (ردمك 0-89886-238-8)
- بتورا موزتاق (خريطة رسم وكتيب) بقلم جيرزي والا، 1988.
- خريطة رسم بياني لكاراكورام بقلم جيرزي والا، 1990. نشرته المؤسسة السويسرية لأبحاث جبال الألب.
- مجلة جبال الألب الأمريكية 1977، ص.   273-274
- مجلة جبال الألب الأمريكية 1989، ص.   262

## روابط خارجية
- مؤشر الهيمالايا
- خريطة قابلة للنقر على بتورا موزتاق
- ملفات بيانات الارتقاء الرقمي (DEM) لهيمالايا (الإصدارات المصححة من بيانات SRTM ؛ ابحث عن مربع "Batura Sar")
- شمال باكستان - علامات موضعية مفصلة للغاية للمدن والقرى والقمم والأنهار الجليدية والأنهار وروافد ثانوية في محرك البحث في خرائط (Google Earth)